# Matsudaira Nobutoshi (Takiwaki)
Matsudaira Nobutoshi (Takiwaki) est un nom japonais traditionnel ; le nom de famille (ou le nom d'école), Matsudaira, précède donc le prénom (ou le nom d'artiste).
Matsudaira Nobutoshi (松平信敏, 18 septembre 1851-10 août 1887) est un daimyo de la fin de l'époque d'Edo. Il est le premier seigneur du domaine d'Ojima (dans la province de Suruga). Cependant, avec le déménagement de Tokugawa Iesato à Suruga, les possessions de Nobutoshi sont transférées au domaine de Sakurai, qui comprend le territoire de l'ancien domaine de Jōzai. Il dirige le domaine pendant trois ans jusqu'à son démantèlement en 1871.

## Source de la traduction
- (en) Cet article est partiellement ou en totalité issu de l’article de Wikipédia en anglais intitulé « Matsudaira Nobutoshi (Takiwaki) » (voir la liste des auteurs).